# Jang Gil-ja
Jang Gil-ja (en coreano: 장길자; 29 de octubre de 1943) o Zahng Gil-jah, es una activista social surcoreana que, según cree la Iglesia de Dios Sociedad Misionera Mundial, con sede en la ciudad surcoreana de Seongnam, es Dios Madre.
También es la presidenta de la Fundación We Love U (위러브유 운동) y la Fundación New Life Welfare (복지회). Los miembros de la Iglesia de Dios Sociedad Misionera Mundial la llaman "Madre Jerusalén" o "Madre celestial" y creen que ella es Dios Madre porque la Iglesia cree que ha cumplido todas las profecías de la Biblia.
Los seguidores de la Madre Celestial predican en más de 175 países en el mundo testificando que ella es "Dios Madre".

## Premios
- Cita del alcalde de la ciudad metropolitana de Daegu (2003)
- Medalla de los Deportes Coreanos (2004)
- Citación del Mercado especial de Seúl (2004)
- Contribución al Bienestar Social Coreano (2007)
- Citación del mercado de Seongnam (2007)
- Medalla del Rey de Camboya Soma (2011)
- Premio Presidencial de por Vida de los Estados Unidos (2011)
- Cita de la Sociedad de la Cruz Roja de la ciudad de Hồ Chí Minh de Vietnam (2012)
- Cita del Instituto Nacional de Sangre de Mongolia (2012)
- Gran Premio al Medio Ambiente de Incheon y Gyeonggi (2012)
- Cita del Ayuntamiento Metropolitano de Incheon (2013)
- Premio a los Logros de la División de Bienestar de la Mujer de Perú (2013)
- Premio de medalla de honor en el grado de conmendador entregada por la república del Perú (2024)

## Carrera
- Presidente de New Life Welfare Society (2001 - 2007)
- Presidente del Movimiento Internacional We Love (2007 - 2014)
- Presidente Honorario de la sede internacional del movimiento We Love U (2014 -)